# Demobilmachung nach dem Dreißigjährigen Krieg

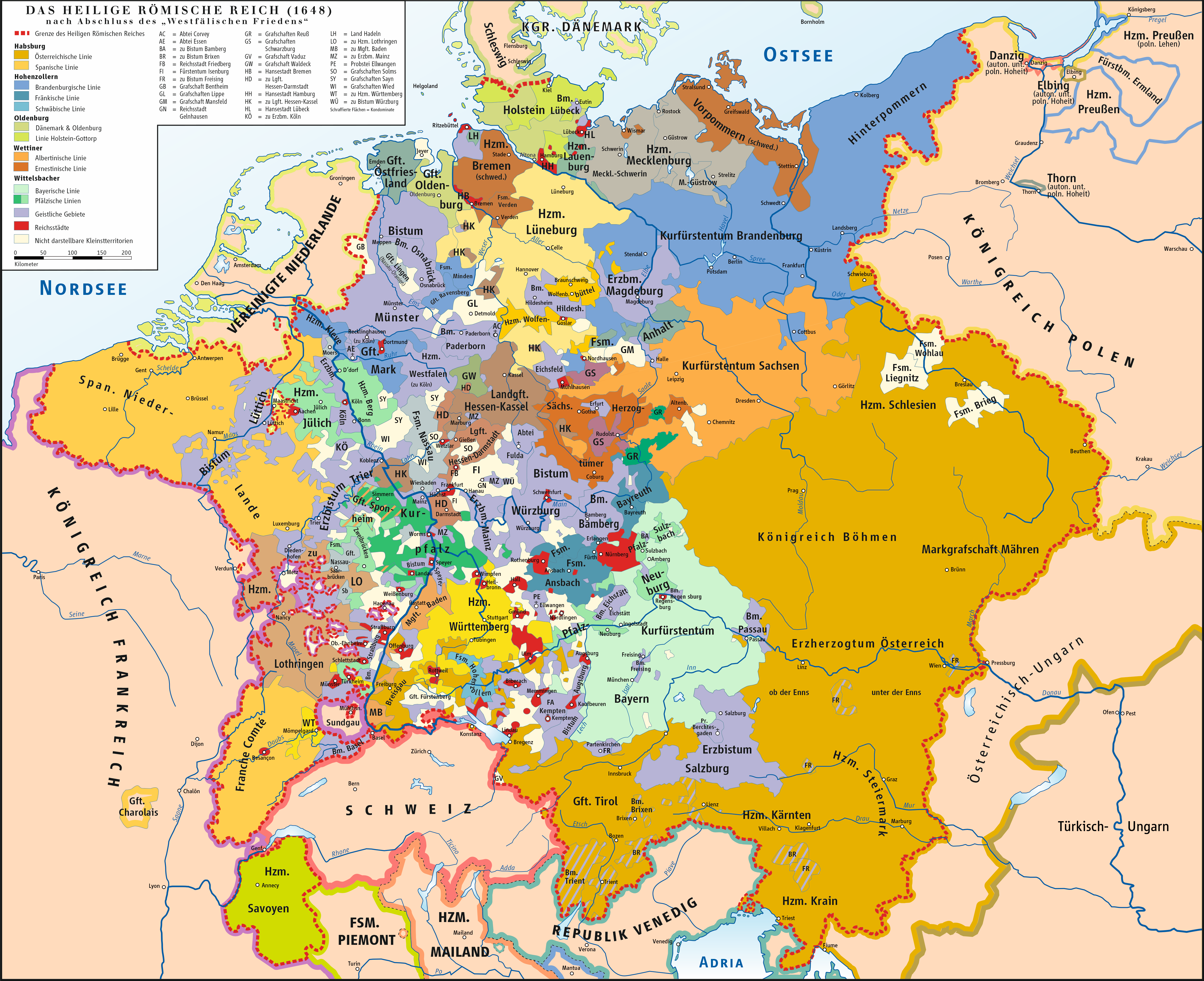
Das Heilige Römische Reich im Jahr 1648.

Die Demobilmachung nach dem Dreißigjährigen Krieg umfasst die Abrüstung der Armeen der verschiedenen Kriegsparteien sowie die Räumung der Ende 1648 von ihnen besetzten Festungen und befestigten Orte. Nachdem der Westfälische Frieden am 24. Oktober 1648 den Dreißigjährigen Krieg beendet hatte, waren im Heiligen Römischen Reich noch über 250 feste Plätze militärisch besetzt. Bei etwa 200 lagen nicht dem Landesherren gehörende Truppen in den Orten, deren schrittweiser Abzug im Rahmen des Nürnberger Exekutionstags geregelt wurde.
Bis 1650 zogen Kaiser Ferdinand III. und sein Verbündeter Kurbayern sowie auf der gegnerischen Seite Frankreich, Schweden und Hessen-Kassel ihre Truppen auf eigenes Gebiet zurück bzw. entließen die meisten Söldner und Soldaten aus ihrem Dienst. Danach verblieben noch mehrere sogenannte Sicherungsplätze besetzt als Pfand für die Zahlung von Ablösungssummen für die Armeen Schwedens und Kassels sowie einzelne Garnisonen der nicht in den Frieden eingeschlossenen Mächte Spanien und Lothringen, die zuvor auf Seiten des Kaisers gekämpft hatten. Auch die Niederlande behielten mehrere Garnisonen am Niederrhein.
Auch wenn die politisch umstrittenen und auf dem Exekutionstag vereinbarten Truppenabzüge mit Räumung Frankenthals durch Spanien 1652 und Vechtas durch Schweden 1654 abgeschlossen waren, blieben einzelne kriegsbedingte Besatzungen bis in die 1670er Jahre bestehen.

## Überblick
Im Laufe des Dreißigjährigen Krieges erreichten die Heere nie zuvor gekannte Größen, deren Versorgung die Fähigkeiten frühmoderner Staaten weit überforderte. Sowohl der Kaiser wie die Schweden, sein militärischer Hauptgegner seit 1630, waren allein nicht in der Lage, ihre Heere aus eigenen Mitteln ausreichend zu finanzieren und zu versorgen. Dazu waren sie auf Kontributionen (Zwangszahlungen in Form von Geld oder Naturalien) besetzter Gebiete angewiesen, was auf Dauer zu immer stärkerer Verwüstung und Verarmung des Landes führte. Hinzu kamen Unterstützungszahlungen verbündeter Mächte wie Spanien auf kaiserlicher und Frankreich auf schwedischer Seite, die spätestens mit dem Friedensschluss entfielen. Nach Schätzungen von Antje Oschmann standen Ende 1648 bis zu 150.000 Soldaten im Reich, die nach dem Ende des Kriegs in die Gebiete ihrer Landesherren zurückgezogen und größtenteils abgerüstet werden mussten.
Die Heere des Dreißigjährigen Krieges bestanden nur zu kleinen Teilen aus einberufenen Milizen und direkt von den Landesherrn rekrutierten Soldaten; nur bei den Schweden gab es größere Kontingente, die mittels des Einteilungswerks in Schweden und Finnland ausgehoben wurden. Die meisten Soldaten waren Söldner, die von den Obristen als Kommandanten und Inhaber der einzelnen Regimenter in Auftrag und Namen ihres Landesherrn angeworben wurden. In allen Armeen, die auf Reichsboden kämpften, dienten zum Ende des Krieges mehrheitlich Deutsche aller Konfessionen und aus allen Teilen des Reiches. Die Oberbefehlshaber im Jahr 1648 waren dagegen abgesehen von der hessen-kasselschen Armee Ausländer oder stammten aus den Südlichen Niederlanden. Sozial gab es ein deutliches Gefälle zwischen den Rängen, die Generalität entstammte meist dem hohen Adel, die Offiziere kamen aus dem niederen Adel und dem Bürgertum, die Soldaten wiederum aus den unteren Bevölkerungsgruppen wie Handwerkern, Bauern, Tagelöhner oder fahrendem Volk.
Während im Westfälischen Frieden nur zwei Monate für die Demobilisierung der Armeen und die Räumung besetzter Plätze vorgesehen waren, dauerte die tatsächliche Umsetzung fast zwei Jahre. Erst im Herbst 1650 hatten die Schweden ihre Armee fast vollständig aufgelöst und die französische und die kaiserliche Armee waren auf eigenes Gebiet zurückgezogen. Die abgedankten Söldner schlossen sich zum Teil den im Französisch-Spanischen Krieg weiterkämpfenden Armeen Frankreichs, Spaniens und des Herzogs von Lothringen an. Gleichzeitig warb die Republik Venedig um Soldaten für den seit 1645 andauernden Krieg um Kreta gegen die Osmanen. Die breite Masse der entlassenen Truppen, schätzungsweise 70.000–80.000 Mann, ließ sich aber mit ihren Familien auf Reichsboden nieder. Häufig kehrten sie in ihre ursprüngliche Heimatregion zurück oder wurden gezielt in entvölkerten Gegenden angesiedelt.
Die Anzahl der von den Armeen besetzten Plätze drückte zum Teil den Kriegsverlauf der vorangegangenen Jahre und die militärischen Kräfteverhältnisse aus, in denen Schweden ein Übergewicht gegenüber dem Kaiser erreicht hatte und auch gegenüber seinen eigenen Verbündeten deutlich dominierte. Die reine Zahl war aber kein präziser Vergleichsmaßstab, da die festen Plätze einen höchst unterschiedlichen militärischen und strategischen Wert besaßen. Nur wenige große Festungen wie Benfeld, Frankenthal oder Ehrenbreitstein waren stark genug befestigt und hatten eine ausreichend große Besatzung, um sich unabhängig von einer Feldarmee auf längere Zeit behaupten zu können. Bei der Demobilisierung war diese Unabhängigkeit eine Gefahrenquelle. Ohne ausreichende Abdankungsgelder für die Soldaten waren v. a. die stärksten Garnisonen nicht zur Räumung ihres Platzes zu bewegen.

## Schwedische Armee

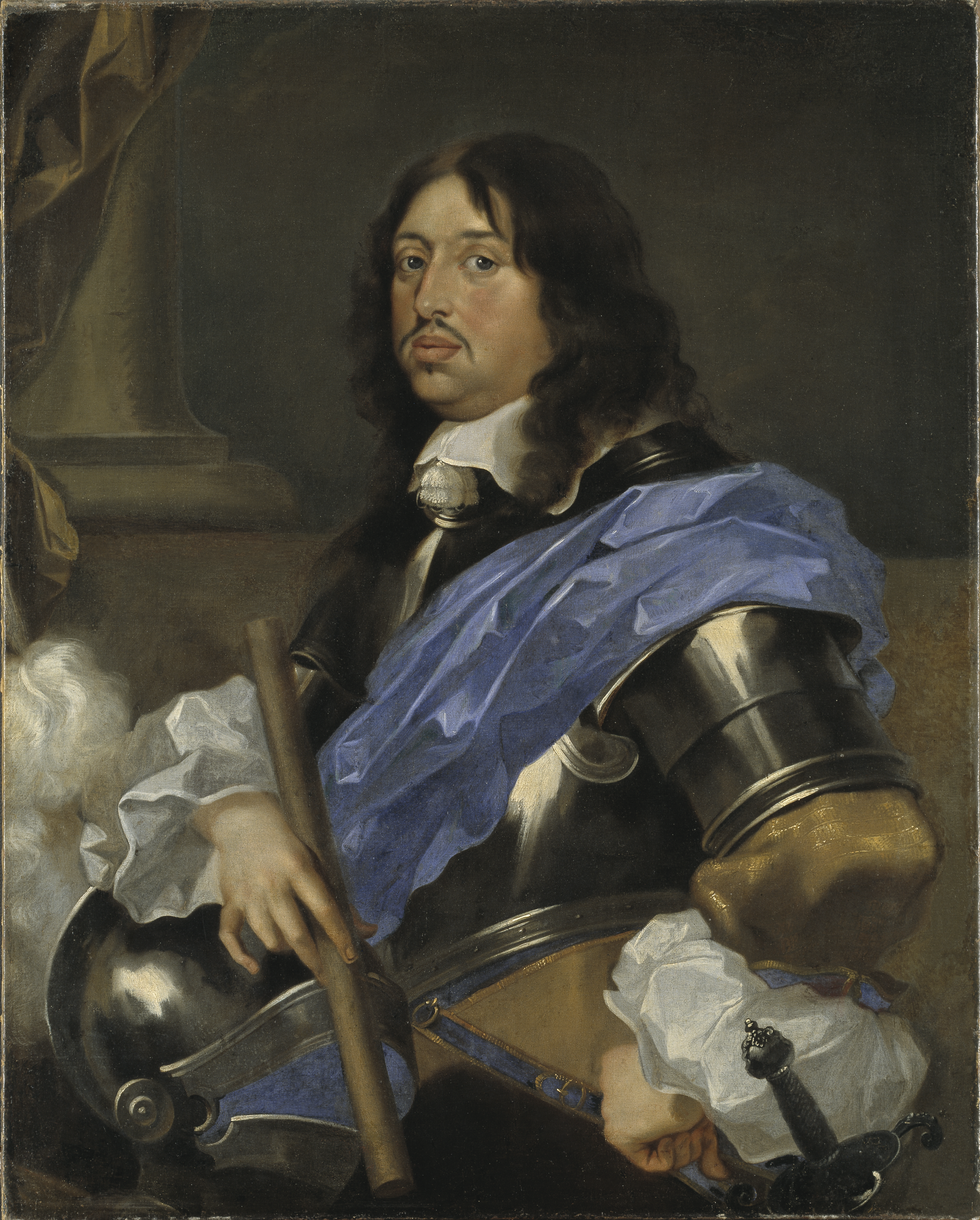
Der schwedische Oberbefehlshaber und spätere König Karl Gustav, porträtiert von Sébastien Bourdon, Nationalmuseum Stockholm.

Die schwedische Armee war mit etwa 60.000 Soldaten die größte Armee im Reich und besetzte die meisten festen Plätze. Diese dienten u. a. zur Durchsetzung der von Schweden verlangten „Militärsatisfaktion“, einer Geldzahlung der Reichsstände, um damit einen Großteil der Soldaten aus ihrem Dienst entlassen zu können. Die einheimischen Soldaten in der Armee sollten von den Ostseehäfen aus zurück nach Schweden und Finnland verschifft werden.
Als Boten die Nachricht von der Unterzeichnung des Westfälischen Friedens überbrachten, stand eine schwedische Feldarmee unter Carl Gustaf Wrangel in Franken, die andere belagerte unter Pfalzgraf Karl Gustav die böhmische Hauptstadt Prag. Anfang November 1648 zog diese Armee sich von Prag zurück und verließ bis Mitte des Monats Böhmen. Danach wurde die schwedische Armee in den gesamten sieben Reichskreisen (alle außer dem Österreichischen, Bayerischen und Burgundischen) verteilt, die nach dem Westfälischen Frieden für die Zahlung der Militärsatisfaktion zuständig waren. Bis zur Umsetzung der wichtigsten Friedensbestimmungen mussten die Reichskreise die Armee weiter versorgen. Die Schweden verteilten die Truppen nach der Größe und Finanzkraft der Kreise. Die Kavallerie zog vor allem in den Schwäbischen und den Oberrheinischen Reichskreis.
Da im Südwesten Deutschlands auch die französische Armee einquartiert war, kam es zum Streit zwischen den beiden Armeen auf Grund begrenzter Versorgungsmöglichkeiten. Die Franzosen ließen in von ihnen besetzte Städte keine schwedischen Soldaten hinein und behinderten sogar die Eintreibung der für Schweden bestimmten Satisfaktionsgelder. Erst der Abzug der französischen Feldarmee nach Frankreich im Jahr 1649 entspannte die Situation und verhinderte eine bewaffnete Konfrontation zwischen den eigentlich Verbündeten.
In der Zeit von 1648 bis 1650 besetzte die schwedische Armee folgende feste Plätze:
- Im Königreich Böhmen: Bischofteinitz, Brandeis, Brüx, Eger, Elbkosteletz, Friedland, Burg Grafenstein, Burg Karlštejn mit Liteň, Konopischt, Leitmeritz, Burg Petschau, Prager Kleinseite, Tábor, Tetschen
- In der Markgrafschaft Mähren: Eulenberg, Fulnek, Mährisch Neustadt, Olmütz, Sternberg
- Im Herzogtum Schlesien: Bolkenhain, Glogau, Burg Greiffenstein, Hirschberg, Jägerndorf, Jauer, Jeltsch, Leobschütz, Ohlau, Parchwitz, Trachenberg
- In Kurbayern: Donauwörth, Burg Falkenberg, Neumarkt in der Oberpfalz, Burg Waldeck, Schanze bei Rain am Lech
- In Kurbrandenburg (und dem zu Brandenburg fallenden Hinterpommern): Driesen, Gardelegen, Kolberg, Landsberg an der Warthe, Löcknitz, Schivelbein
- In den Hochstiften Halberstadt und Minden (zu Kurbrandenburg): Aschersleben, Halberstadt, Hornburg, Minden, Osterwieck
- In Kurmainz: Erfurt
- In Kursachsen: Leipzig, Querfurt
- Im Hochstift Bamberg: Vilseck
- Im Hochstift Münster: Vechta
- Im Hochstift Osnabrück: Fiestel, Fürstenau, Vörden, Wittlage
- Im Hochstift Straßburg: Benfeld mit Dambach und der Rheinauer Schanze, Oberkirch
- Im Herzogtum Braunschweig-Lüneburg: Bleckede, Hoya, Nienburg/Weser
- Im Herzogtum Mecklenburg-Schwerin: Bützow, Dömitz, Plau, Warnemünde
- In der Landgrafschaft Hessen-Kassel: Auburg
- In der Pfalzgrafschaft Pfalz-Sulzbach: Weiden in der Oberpfalz
- In der Grafschaft Löwenstein-Wertheim: Burg Wertheim
- In der Grafschaft Mansfeld: Schloss Mansfeld
- In der Grafschaft Montfort: Langenargen
- In der Grafschaft Pappenheim: Burg Pappenheim
- In der Grafschaft Waldeck: Bad Pyrmont
- Auf Deutschordensgebiet: Schloss Horneck, Insel Mainau, Burg Neuhaus
- In der Herrschaft Wolfstein: Sulzbürg
- Reichsstadt Dinkelsbühl
- Reichsstadt Nördlingen
- Reichsstadt Schweinfurt
- Reichsstadt Überlingen
- Reichsstadt Windsheim

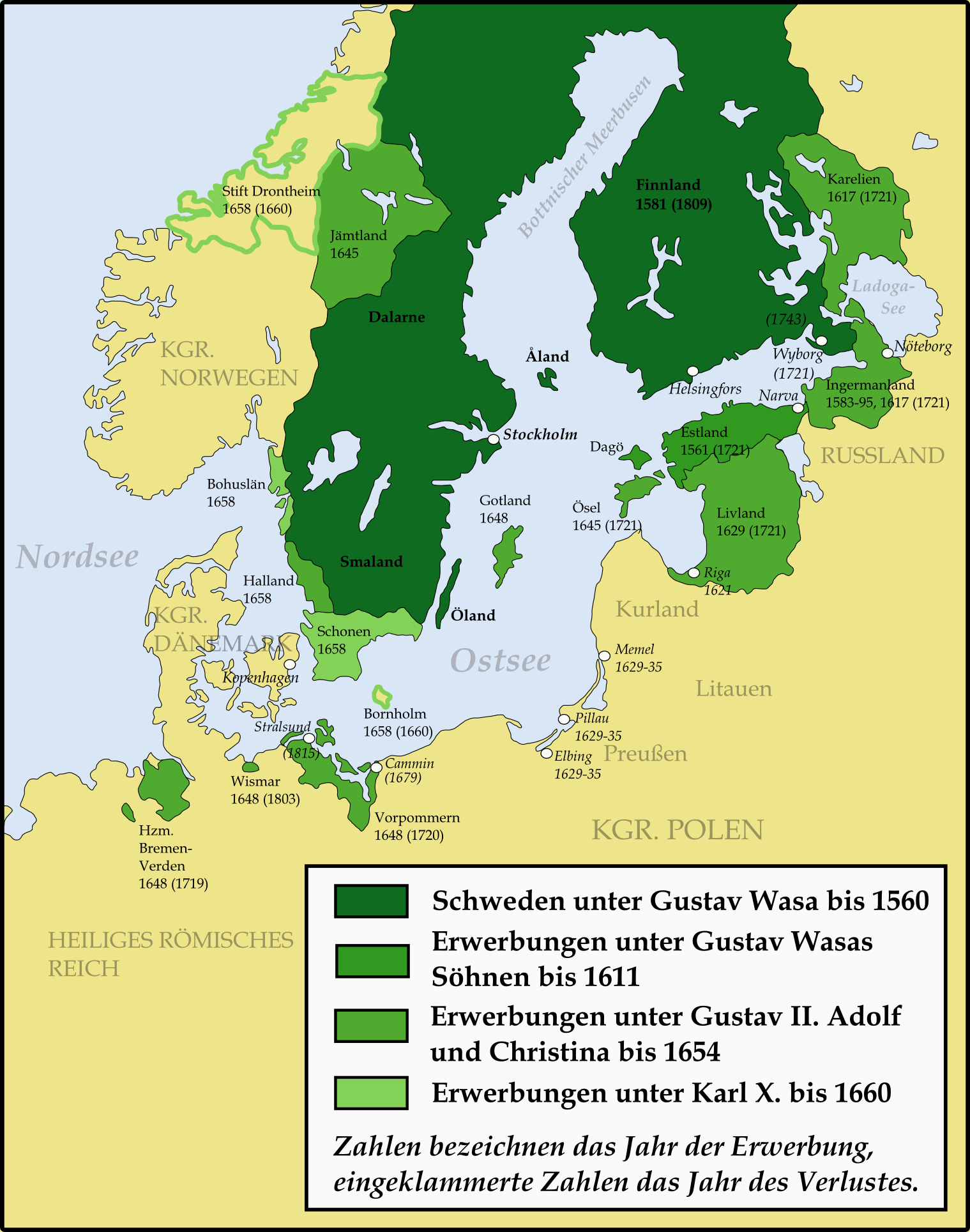
Das Schwedische Reich mit seinen neuen Besitzungen in Norddeutschland

Als Anfang 1650 klar war, dass die vollständige Zahlung der schwedischen Militärsatisfaktion über 5,2 Millionen Reichstaler noch mehrere Jahre andauern würde, setzte Schweden auf dem Nürnberger Exekutionstag durch, bis zur vollständigen Zahlung einen festen Platz als Pfand behalten zu dürfen. Während der Rest der verbleibenden schwedischen Garnisonen an drei Terminen über das Jahr 1650 abgezogen wurde, blieb deshalb Vechta im Niederstift Münster bis 1654 schwedisch besetzt. Auch Kolberg in Hinterpommern verließen die Schweden erst nach einer genauen Grenzregelung mit Brandenburg im Stettiner Rezess 1653.
Die schwedische Armee wurde nach und nach abgerüstet, möglichst parallel zur Abrüstung der kaiserlichen Armee, auch wenn die Schweden durch die frühe Entlassung der besonders hoch besoldeten deutschen Kavallerie im Sommer 1649 schneller ihr Offensivpotential verloren als die Kaiserlichen. Der Abzug der 1650 noch verbliebenen Truppen erfolgte nach den Bestimmungen des Nürnberger Hauptrezesses zwischen Kaiser und Schweden in Etappen von Süd nach Nord. Die jeweils stärksten Festungen einer Region wurden zuletzt geräumt, um den Abzug der in Richtung der Ostseeküste oder Bremen-Verden strebenden Soldaten zu decken. Die Kaiserlichen protestierten wegen des verspäteten Abzugs aus Erfurt und mehreren anderen Orten und schickten Karl Gustav den Offizier Jan van der Croon hinterher, der anschließend den schwedischen Abzug aus Erfurt überwachte.
Nach der schrittweisen Abdankung der schwedischen Armee in Deutschland behielt die Krone etwa 6000 Soldaten im Reich in Schwedisch-Pommern und Bremen-Verden unter Waffen. Zusammen mit den etwa 14.000 einheimischen Truppen in Skandinavien reduzierte Schweden seine Armee damit bis 1651 auf 20.000 Mann. Zu den festen Plätzen, die die Schweden in ihren 1648 als Reichslehen erworbenen Gebieten nun als Landesherrn innehatten, zählten Bremervörde, Buxtehude, Ottersberg, Rotenburg, Stade und Thedinghausen in Bremen-Verden, Anklam, Demmin, Greifswald, Loitz, Peenemünde, Stettin, Stralsund, Swinemünde, Tribsees, Ueckermünde, Wolgast und Wollin in Pommern sowie Wismar.

## Französische Armee

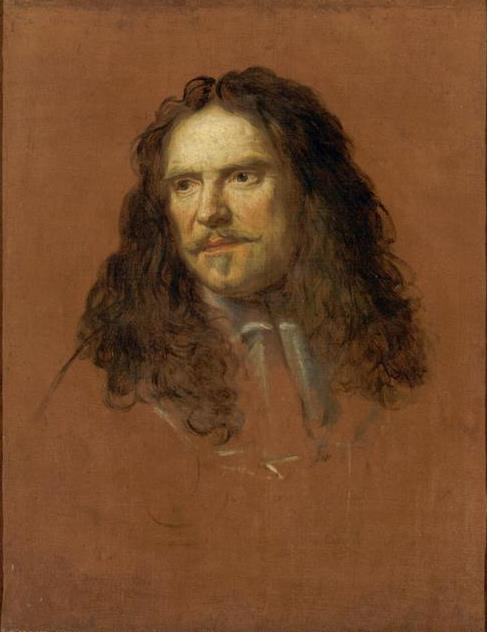
Der französische Kommandant Henri de Turenne, Porträt von Charles Le Brun, 1665.

Die französische Armée d’Allemagne mit etwa 10.000 Mann unter Henri de Turenne stand Ende Oktober 1648 in Württemberg. Der regierende Minister Jules Mazarin hatte noch im Sommer geplant, die Truppen nach einem Friedensschluss im Reich unmittelbar anschließend in den Südlichen Niederlanden im Kampf gegen die Spanier einsetzen zu können. Da sich der Abschluss des Friedens aber bis in den Herbst verzögerte, sollten die Truppen über den Winter noch Quartiere im Reich und auf Kosten der Reichsstände beziehen.
In der Zwischenzeit waren in Frankreich die Auseinandersetzungen der Fronde weiter eskaliert. Das Pariser Parlement wurde von führenden Adligen gegen Mazarin und die Krone unterstützt. Im Februar 1649 schloss sich Turenne den Aufständischen gegen die Krone an und versuchte, mit seiner Armee den Rhein in Richtung Frankreich zu überqueren. Allerdings erschien rechtzeitig der von der Krone geschickte General Johann Ludwig von Erlach und bezahlte mithilfe frischer Kredite den Soldaten einen Teil ihres ausstehenden Soldes. Sie verweigerten Turenne die Gefolgschaft und unterstellten sich Erlach, der sie ebenfalls über den Rhein setzen ließ und sie nun zur Unterstützung der Krone nach Paris führte. Nach dem Abzug der Feldarmee verblieben im Heiligen Römischen Reich nur noch die französischen Besatzungen am Oberrhein und im Elsass.
Die französischen Garnisonen lagen eng beieinander, waren aber überwiegend von sehr kleiner Truppenstärke und wurden nicht mehr von einer Feldarmee unterstützt. Zwischen 1648 und 1650 zählten dazu folgende Orte:
- In Vorderösterreich: Erbach, Burg Lichteneck, Neuenburg und die Waldstädte (Laufenburg, Rheinfelden, Säckingen, Waldshut)
- In Kurköln: Burg Lösnich
- In Kurmainz: Bingen, Höchst am Main, Hofheim am Taunus und Mainz
- In der Kurpfalz: Alzey, Bacharach, Boxberg, Friedelsheim, Germersheim, Neustadt an der Haardt, Oppenheim und Otzberg
- In Kurtrier: Schönburg
- Im Hochstift Speyer: Deidesheim und Madenburg
- Im Hochstift Straßburg: Zabern mit Burg Hohbarr sowie Dachstein
- Im Herzogtum Pfalz-Neuburg: Lauingen
- Im Herzogtum Württemberg: Heidenheim an der Brenz, Festung Hohentwiel, Horburg, Montbéliard, Reichenweier, Schorndorf und Tübingen
- In der Markgrafschaft Baden-Baden: Stollhofen und Kreuznach (gemeinsame Herrschaft Badens mit Pfalz-Simmern)
- In der Markgrafschaft Baden-Durlach: Graben
- In der Grafschaft Nassau-Saarbrücken: Saarbrücken
- In der Grafschaft Rechberg: Burg Hohenrechberg
- Im Lehen Geisberg (zu den Grafen von Trauttmansdorff): Burrweiler
- Zehnstädtebund (Reichsstädte Colmar, Hagenau, Kaysersberg, Münster im Gregorienthal, Oberehnheim, Rosheim, Schlettstadt, Türkheim, Weißenburg, Landau in der Pfalz)
- Reichsstadt Heilbronn
- Reichsstadt Speyer
- Reichsstadt Worms

Die Truppen in Alzey, Bacharach, Kreuznach, Lösnich und der Schönburg liefen 1650 zu Turenne und der Fronde über. Dadurch verzögerte sich ihre Räumung, die wahrscheinlich erst im Jahr 1651 stattfand.
Im Frieden von Münster und Osnabrück hatte Frankreich den Besitz von Breisach und das Besatzungsrecht in Philippsburg erhalten. Diese Besatzungen blieben dauerhaft bis zur Rückeroberung Philippsburgs 1676 durch Reichstruppen bzw. der Rückkehr Breisachs zum Reich im Frieden von Rijswijk 1697. Andere Mächte durften diese Stützpunkte nicht durch den Bau eigener Befestigungen entwerten, entlang des Rheins wurde der Bau neuer Befestigungswerke zwischen Basel und Philippsburg verboten, während die bestehenden Festungen in Zabern und Benfeld vor der Rückgabe an den habsburgischen Straßburger Bischof Leopold Wilhelm von Österreich geschleift werden mussten.

## Hessen-kasselsche Armee

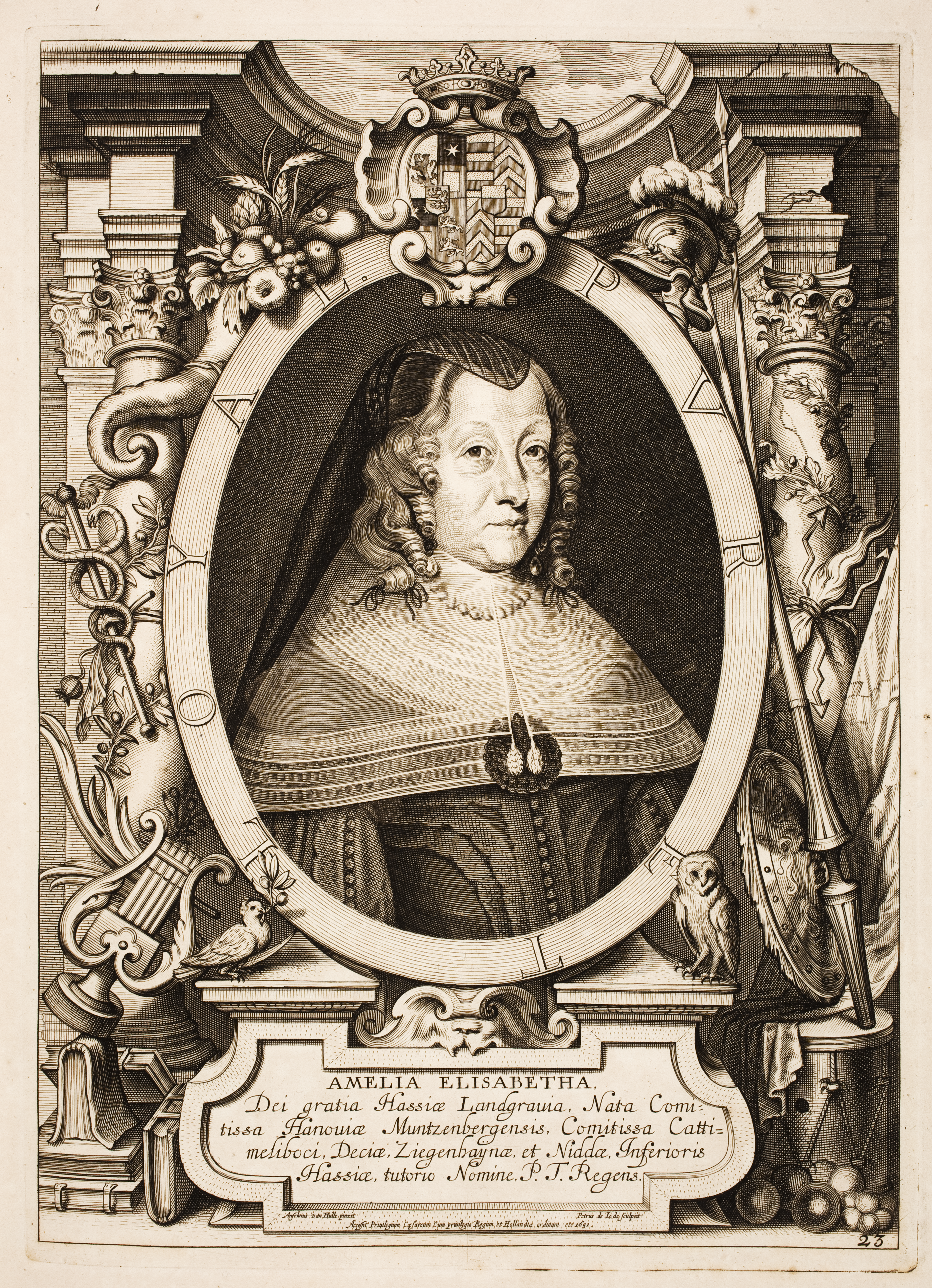
Landgräfin Amalie Elisabeth regierte Hessen-Kassel für ihren unmündigen Sohn

Die Armee der von der Landgrafenwitwe Amalie Elisabeth regierten Landgrafschaft Hessen-Kassel war ebenfalls etwa 10.000 Mann stark und wurde von Johann von Geyso kommandiert. Sie hatte ihre Quartiere aufgrund der häufigen Besetzungen der Landgrafschaft durch kaiserliche Truppen und der schweren Verwüstung des Gebiets vor allem im neutralen Ostfriesland und im Westen des Hochstifts Münster an der Grenze zu den befreundeten Niederlanden.
Außerhalb der Grenzen der Landgrafschaft hielt die Armee folgende feste Plätze:
- In Kurköln: Kempen, Linn (Krefeld) und Neuss
- In der Kurpfalz: Kaub
- Im Hochstift Fulda: Hammelburg
- Im Hochstift Münster: Ahaus mit Burg Ottenstein, Bocholt, Borken, Coesfeld
- Im Hochstift Paderborn: Schloss Neuhaus, Warburg
- Im Herzogtum Jülich-Berg (zu Pfalz-Neuburg): Düren
- In der Grafschaft Isenburg: Birstein
- In der Grafschaft Lippe (gemeinsame Herrschaft mit Kurbrandenburg): Lippstadt
- In der Grafschaft Ostfriesland: Detern, Schanze vor Diele, Esens, Friedeburg, Greetsiel, Hampoeler Schanze, Jemgum, Stickhausen, Schanze vor Weener, Wittmund
- In der Herrschaft Reifenberg: Burg Reifenberg
- Reichsstadt Friedberg

Die drei Plätze Neuss, Coesfeld und Warburg (statt letzterem war ursprünglich Schloss Neuhaus vorgesehen) durfte Hessen-Kassel als Pfand mit Truppen besetzt halten, bis die umliegenden katholischen Reichsstände die im Westfälischen Frieden zugesicherte Summe von 600.000 Reichstalern an die Landgrafschaft gezahlt hatten.
Bis zum Jahr 1650 zog die hessen-kasselsche Armee sich abgesehen von den drei Sicherheitsplätzen in das eigene Territorium zurück. Im Juli 1651 gab sie auch Neuss, Coesfeld und Warburg zurück. Auf eigenem landgräflichem Gebiet inklusive dem 1648 in der Einigung mit Hessen-Darmstadt erhaltenen Marburger Gebiet unterhielt Hessen-Kassel Garnisonen in Kassel, Marburg, der Wasserfestung Ziegenhain und den Burgen Friedewald, Herzberg, Hohenstein, Katz, Rheinfels, Spangenberg und Trendelburg.

## Kaiserliche Armee

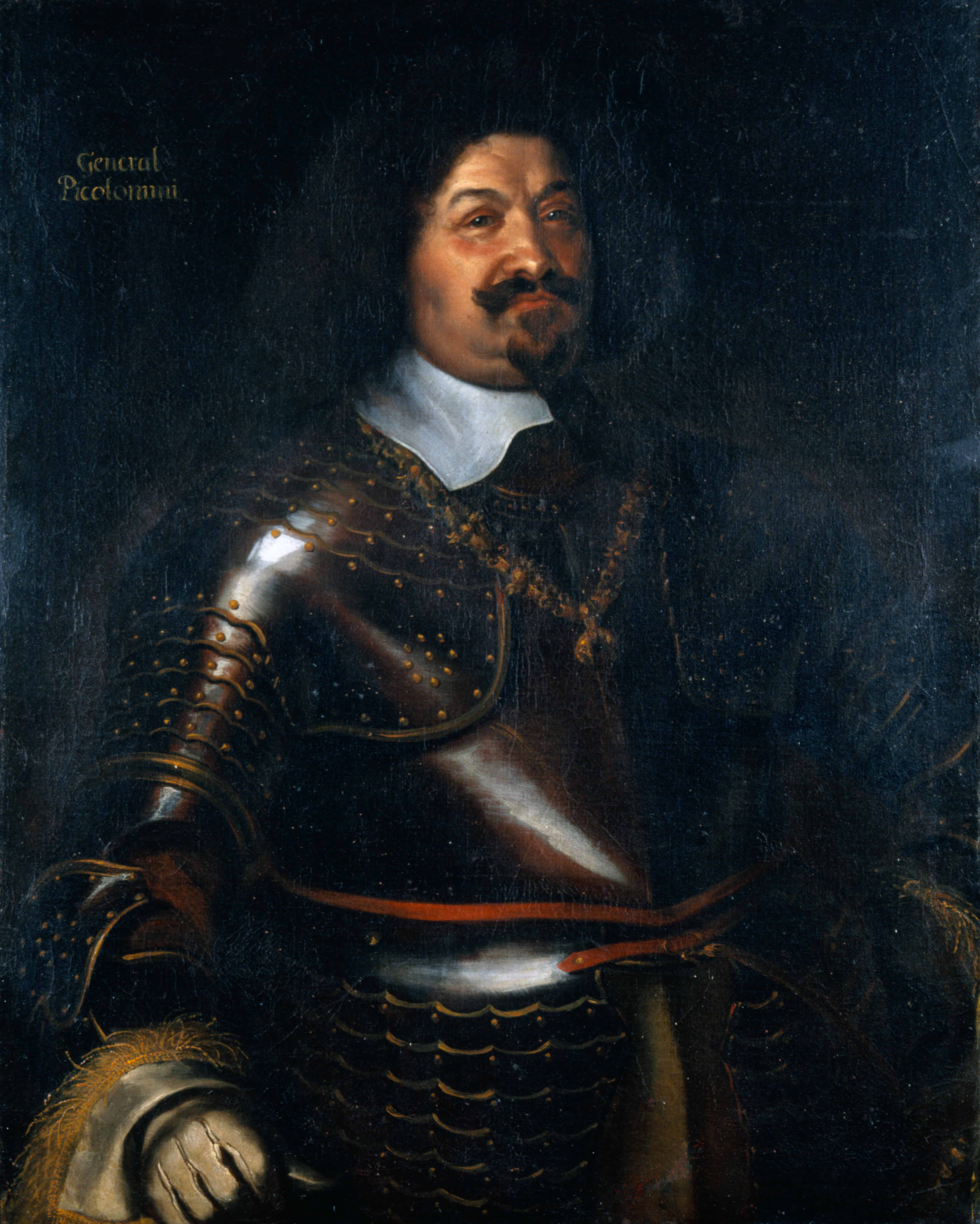
Der kaiserliche Oberbefehlshaber Ottavio Piccolomini, von Matthäus Merian d. J. für Carl Gustaf Wrangel gemalt, 1649, Schloss Skokloster.

Die Kaiserliche Armee verfügte am Ende des Krieges über etwa 37.000 Mann, je zur Hälfte Kavallerie und Infanterie, und eine unbestimmte Zahl zusätzlich in Festungsbesatzungen. Die Hauptarmee unter Ottavio Piccolomini befand sich im Oktober 1648 auf dem Weg von Bayern nach Böhmen, als Vorhut war eine Entsatzarmee für das belagerte Prag unter Martin Maximilian von der Goltz auf dem Weg, die am 4. November dort anlangte, kurz nachdem die Nachricht vom Friedensschluss eingetroffen war. Bis Ende des Jahres war die komplette Hauptarmee in Böhmen und damit auf dem eigenen habsburgischen Gebiet. In Westfalen stand die Niederrheinisch-Westfälische Kreisarmee unter Guillaume de Lamboy mit insgesamt 15.000 Mann aus kaiserlichen Immediattruppen und mediaten Truppen der Stände des Niederrheinisch-Westfälischen Reichskreises. Die ständischen Truppen in der Kreisarmee stellte hauptsächlich die kurkölnische Armee Kurfürst Ferdinands, der auch Bischof von Münster und Paderborn war. Der Friedensschluss erreichte die Feldtruppen der Kreisarmee in Höxter.
Die Westfälische Kreisarmee bedrohte unmittelbar schwedische Quartiersgebiete und drang auch nach dem Westfälischen Frieden im Bereich des Hochstifts Minden und der Grafschaft Hoya mehrfach in diese ein, um Gelder für ihre Verpflegung einzutreiben. Erst auf wiederholte Proteste der eigenen kaiserlichen Gesandten, des Kölner Kurfürsten und ausdrücklichen Befehl des Kaisers stellte Lamboy die Übergriffe ein und zog sich in den Süden des Reichskreises zurück. Dort bestand nur Konfliktpotential mit den benachbarten hessischen Quartieren.
Zwischen 1648 und 1650 besetzten kaiserliche Truppen folgende landesfremde Orte:
- In Kurtrier: Festung Ehrenbreitstein
- In Kurköln: Dorsten[27] und weitere Plätze in den vom Kölner Kurfürsten regierten Stiften, in denen keine mediaten (ständischen) Truppen der Westfälischen Kreisarmee lagen[28]
- Im Herzogtum Jülich-Berg: Schloss Burg,[29] Reichsburg Landskron, Steinhaus Beyenburg, Siegburg
- Im Stift Essen: Essen
- In der Fürstabtei Corvey: Höxter
- Im Herzogtum Württemberg: Festung Hohenasperg
- In der Markgrafschaft Brandenburg-Ansbach: Wülzburg
- Reichsstadt Dortmund
- Reichsstadt Lindau
- Reichsstadt Offenburg
- Reichsstadt Regensburg
- Reichsstadt Rottweil

Noch vor Abschluss des Westfälischen Friedens räumten die Kaiserlichen im Juli 1648 Burg Windeck im Herzogtum Berg und im August 1648 Hamm in der zu Kurbrandenburg gehörenden Grafschaft Mark. Welche festen Plätze genau kaiserliche Truppen im Herrschaftsgebiet Kurfürst Ferdinands von Köln besetzten, wurde in den Verhandlungen auf dem Nürnberger Exekutionstag nicht erwähnt. Ihren Abzug regelte aber eine eigene vertragliche Klausel im Februar 1650, die den Abzug aller landesfremden Truppen auch in nicht namentlich genannten Orten im Reich festlegte, solange es Garnisonen der Vertragspartner Kaiser, Reichsstände und Schweden betraf. Neben Dorsten werden als kurkölnische oder kaiserlich-kurkölnische Garnisonen auch Andernach, Arnsberg, Bonn, Kaiserswerth, Lechenich, Zons und Zülpich im Erzbistum Köln, Cloppenburg, Meppen, Rheine und Warendorf im Bistum Münster, sowie Paderborn erwähnt.
In den eigenen Erblanden unterhielten die österreichischen Habsburger zahlreiche weitere Garnisonen. In Vorderösterreich blieben Konstanz und Radolfzell bis zum Pyrenäenfrieden zwischen Frankreich und Spanien 1659 mit einer kaiserlichen Besatzung belegt. Wichtige Stützpunkte in Böhmen, die trotz der schwedischen Invasionen in den Jahren 1645 und 1648 in kaiserlicher Hand blieben, waren die Prager Altstadt, Budweis, Pilsen, Königgrätz, Pardubitz und Burg Elbogen. In Mähren hielten sich Brünn mit der Festung Spielberg und Burg Veveří, Ungarisch Hradisch, das erst Ende 1647 zurückeroberte Iglau sowie die Burgen Helfenstein, Hochwald und Pernstein. In Schlesien lagen kaiserliche Regimenter im Jahr 1648 in den Orten Brieg, Glatz, Liegnitz, Namslau, Neisse, Schweidnitz und Troppau.
Die niederrheinisch-westfälische Kreisarmee wurde vollständig aufgelöst. Bis zum November 1649 entließ Kurfürst Ferdinand von Köln alle mediaten Truppen der Kreisarmee, die immediaten kaiserlichen Truppen waren um ein Viertel reduziert worden. Die letzten kaiserlichen Feldtruppen in Westfalen erhielten im September 1650 ihre Abdankung. Die dortigen Kreisstände mussten für einen Großteil der Kosten für die Auflösung der Armee aufkommen. Die kaiserliche Hauptarmee in den Erblanden wurde dagegen vom Generalkriegskommissar Ernst von Traun nur schrittweise um Stäbe, Offiziere und schließlich um große Teile der Kavallerie reduziert, bis ein schlagkräftiger Kern von etwa 20.000 Mann übrigblieb. Eine konkurrierende Hofpartei um Trauns Rivalen Feldmarschall Hans Christoph III. von Puchheim hatte ursprünglich eine stärkere Reduzierung der Truppenstärke gefordert, um die Steuerlast in den Erblanden zu reduzieren.
Der Kaiser hatte ein Interesse daran, seine abgedankten Soldaten möglichst in spanische Dienste zu bringen, weshalb die Entlassungen teilweise unmittelbar im Süden Tirols nahe dem spanischen Herzogtum Mailand durchgeführt wurden. Unter großzügiger Auslegung des Assistenzverbotes für Spanien im Westfälischen Frieden plante federführend Feldmarschall Puchheim die Verlegung von Regimentern an die Grenze, wo sich diese als „Freiwillige“ den Spaniern anschließen konnten. Viele Söldner wollten aber nicht unter Spanien dienen, weil sie dessen strenge Heeresdisziplin fürchteten, nicht in die Fremde ziehen wollten oder Sorge hatten, dass man sie um die Abdankungssumme prellen wollte. In Oberösterreich kam es deshalb im Juni 1649 zur Revolte – die Truppen verweigerten den Marschbefehl zur Grenze. Traun ging nachsichtig mit ihnen um, weil er keine guten Soldaten an die Spanier verlieren wollte und deshalb selbst die Planungen ablehnte. Von vorgesehenen 4000 Mann trat wohl nur knapp die Hälfte in spanische Dienste über. Später erlaubte man den Spaniern die Werbung von Soldaten in Österreich, was weniger Aufsehen erregte, nicht zu Meutereien führte und das kaiserliche Heer nicht direkt schwächte.

## Bayerische Armee

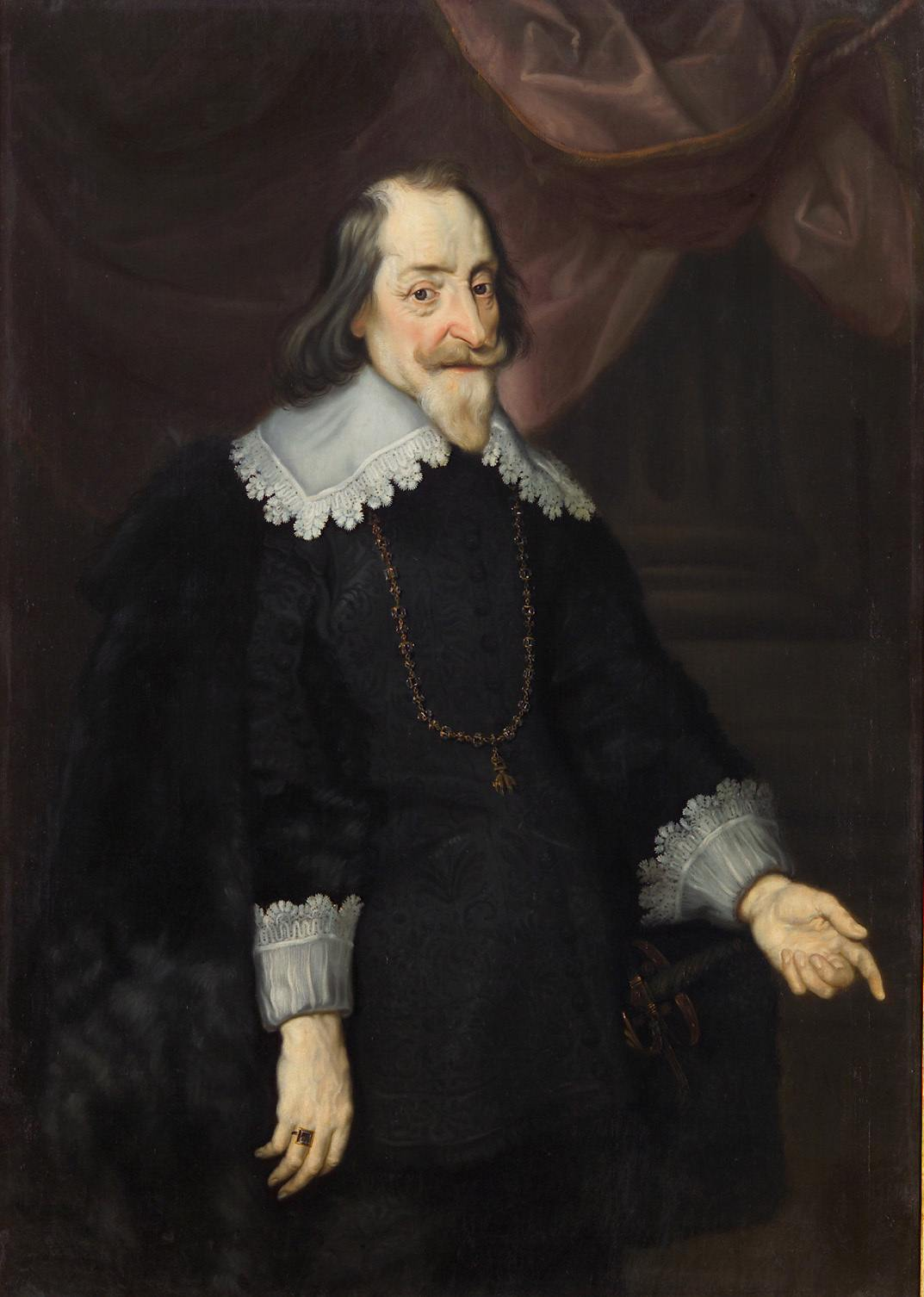
Der bayerische Kurfürst Maximilian I., Porträt durch Joachim von Sandrart, 1643, Kunsthistorisches Museum Wien.

Die aus den Streitkräften der Katholischen Liga hervorgegangene chur-bayerische Reichsarmada war offiziell seit dem Prager Frieden 1635 ein Teil der Armee des Kaisers, Kurfürst Maximilian dufte sie aber eigenständig befehligen. Nachdem die Bayern und die Kaiserlichen unter Piccolomini Schweden und Franzosen im Oktober 1648 aus Bayern verdrängt hatten, stand die bayerische Feldarmee an der westlichen Grenze des Kurfürstentums. Damit waren die Feldtruppen bereits vollständig innerhalb des bayerischen Reichskreises, der nach den Bestimmungen des Westfälischen Friedens für die Versorgung und Ablösung der Truppen zuständig war.
Im Herbst 1648 umfasste die bayerische Armee 18.000 Soldaten unter dem Oberbefehlshaber Adrian von Enkevort. Außerhalb ihres Landes hielt sie folgende Garnisonen:
- In Vorderösterreich: Freiburg im Breisgau und Villingen
- In der Kurpfalz: Heidelberg, Mannheim und Ladenburg
- Im Herzogtum Württemberg: Burg Albeck, Burg Hohenurach, Hornberg und Schiltach,[42]
- Im Fürstentum Hohenzollern-Hechingen: Burg Hohenzollern
- In der Pfalzgrafschaft Pfalz-Sulzbach: Sulzbach-Rosenberg
- In der Grafschaft Fürstenberg: Burg Wildenstein
- In der Ganerbschaft Rothenberg: Veste Rothenberg
- Reichsstadt Augsburg
- Reichsstadt Memmingen
- Reichsstadt Weißenburg in Bayern

Die wichtigsten Festungen und Stützpunkte der Armee im eigenen Territorium waren die befestigte Landeshauptstadt München, die Landesfestung Ingolstadt, die befestigten Städte Aichach, Braunau am Inn, Landsberg am Lech, Rain am Lech, Schärding, Straubing und Wasserburg, die Burg zu Burghausen sowie Amberg in der Oberpfalz.
Anfang 1649 begann Kurfürst Maximilian bereits entgegen den Wünschen des Kaisers mit einer schnellen Auflösung seiner Armee. Ein Jahr später waren nur noch ein Infanterieregiment und wenige Reiter übrig. Die letzten außerbayerischen Garnisonen Freiburg, Burg Hohenzollern, der Rothenberg und Villingen wurden im Sommer 1650 geräumt und die Soldaten verabschiedet. Der Rothenberg nahm schon im Jahr 1657 auf Druck Kurfürst Ferdinand Marias wieder bayerische Truppen „zur Verwahrung“ der Veste auf. Endgültig kaufte Bayern die Festung im Jahr 1662 von den Ganerben.
In einigen Fällen kam es zu Rebellionen aufgrund der Höhe der Abdankungsgelder. In der Stadt Memmingen, wo das Regiment Johann von Winterscheidt einquartiert war, zu dem der Söldner Peter Hagendorf gehörte, erzwangen die Soldaten durch ihre vom Kommandanten geduldete Revolte im September und Oktober 1649, dass sie drei statt zwei Monatssolde als Abdankungsgelder ausgezahlt bekamen. Für den Söldner Hagendorf war bereits die Nachricht vom Frieden weniger von Freude als von Sorge um das Auskommen seiner Familie begleitet. Er brach sofort nach der Abdankung auf und kehrte in seine Heimat zurück, um sich im November 1649 im Dorf Görzke im Erzstift Magdeburg niederzulassen und dort eine zivile Existenz aufzubauen.

## Spanische Armee

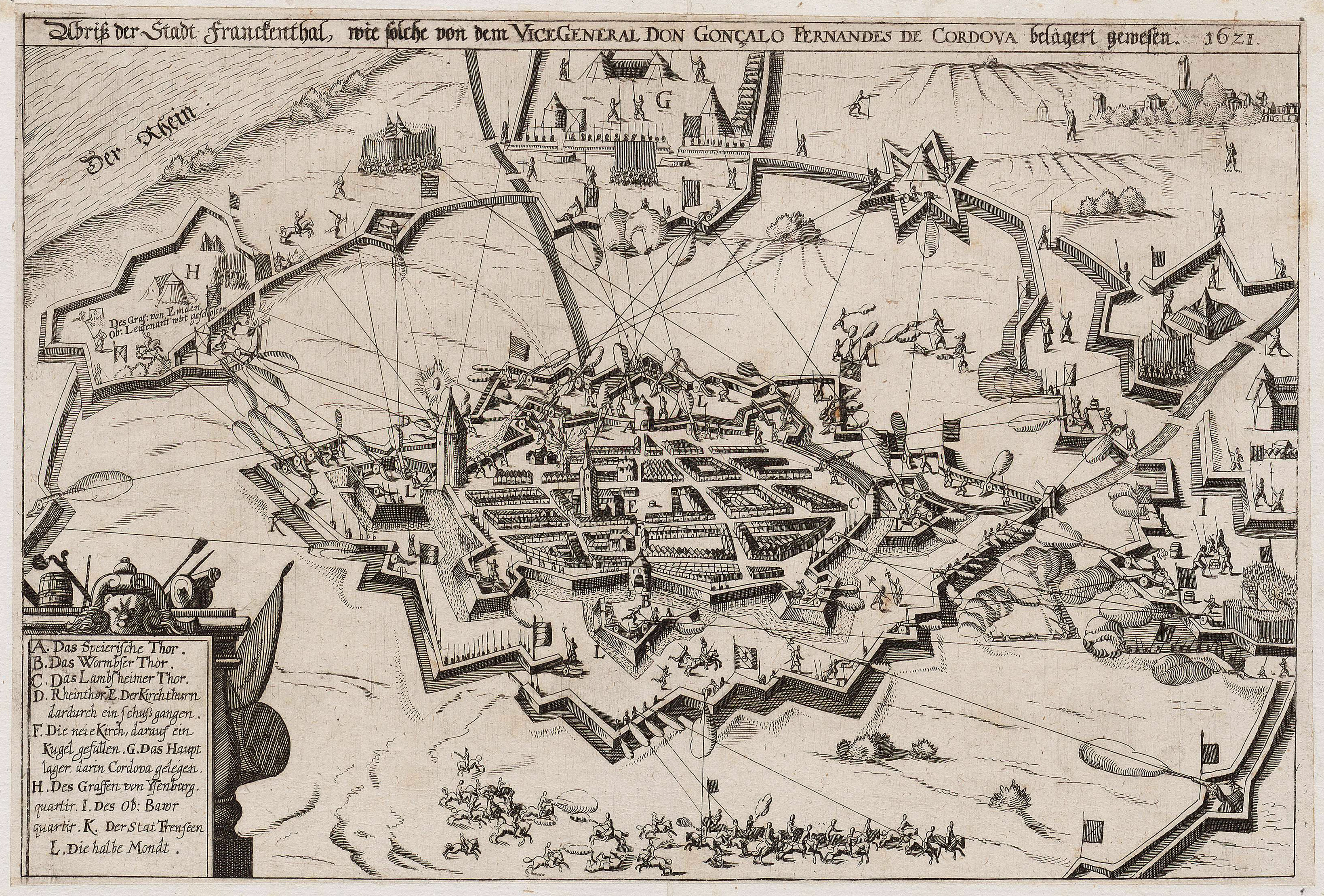
Kupferstich der Stadt Frankenthal mit ihren Verteidigungsanlagen im Jahr 1621, Bestand der Universitätsbibliothek der Vrije Universiteit Amsterdam.

Spaniens Feldtruppen standen im Jahr 1648 innerhalb des Reichs ausschließlich auf Boden des Burgundischen Reichskreises, der nicht in den Frieden eingeschlossen war. Dort kämpften die Spanier und Lothringer weiterhin im Französisch-Spanischen Krieg gegen Frankreich. Nach den Bedingungen des Westfälischen Friedens und des Nürnberger Exekutionstags sollte die 1.000 Mann starke Garnison von Frankenthal in der Kurpfalz unter dem Kommandanten Giulio Antonio Frangipani abziehen und die Festung dem Pfälzer Kurfürsten Karl I. Ludwig zurückgeben.
Insgesamt besetzten spanische Truppen Ende 1648 folgende Plätze außerhalb der Franche-Comté und der Spanischen Niederlande:
- In der Kurpfalz: Frankenthal
- Im Herzogtum Jülich-Berg: Festung Jülich
- In der Grafschaft Württemberg-Mömpelgard: Clerval, Passavant

Clerval und Passavant waren als burgundische Lehen an die Grafen von Mömpelgard verliehen worden. Die Grafschaft Mömpelgard wurde vom Haus Württemberg regiert, das sich im Dreißigjährigen Krieg auf Seiten der Schweden und Protestanten gegen die Habsburger gestellt hatte. Daraufhin hatte Spanien die beiden Lehen als verwirkt eingezogen. Im Westfälischen Frieden waren sie dem Herzog von Württemberg als Teil seines Vorkriegsbesitzes zurückgegeben worden. Im Jahr 1650 zogen die Spanier daraus ab und gaben die Orte an Württemberg zurück. In Jülich blieben die Spanier dagegen bis nach Beendigung des Französisch-Spanischen Krieges im Jahr 1660.
Die kurpfälzische Landesfestung Frankenthal verließen die Spanier erst im Mai 1652 gegen eine Geldzahlung der Reichsstände und die Erlaubnis, im Gegenzug die Reichsstadt Besançon in das Gebiet der spanischen Franche-Comté eingliedern zu dürfen. Als Pfand für den Abzug der Spanier hatten Schweden und der Kaiser im Juni 1650 vereinbart, dass die Kurpfalz das bisher französisch besetzte Heilbronn auf Kosten der Reichsstände und des Kaisers besetzen durfte, solange die Spanier in Frankenthal blieben.

## Lothringische Armee

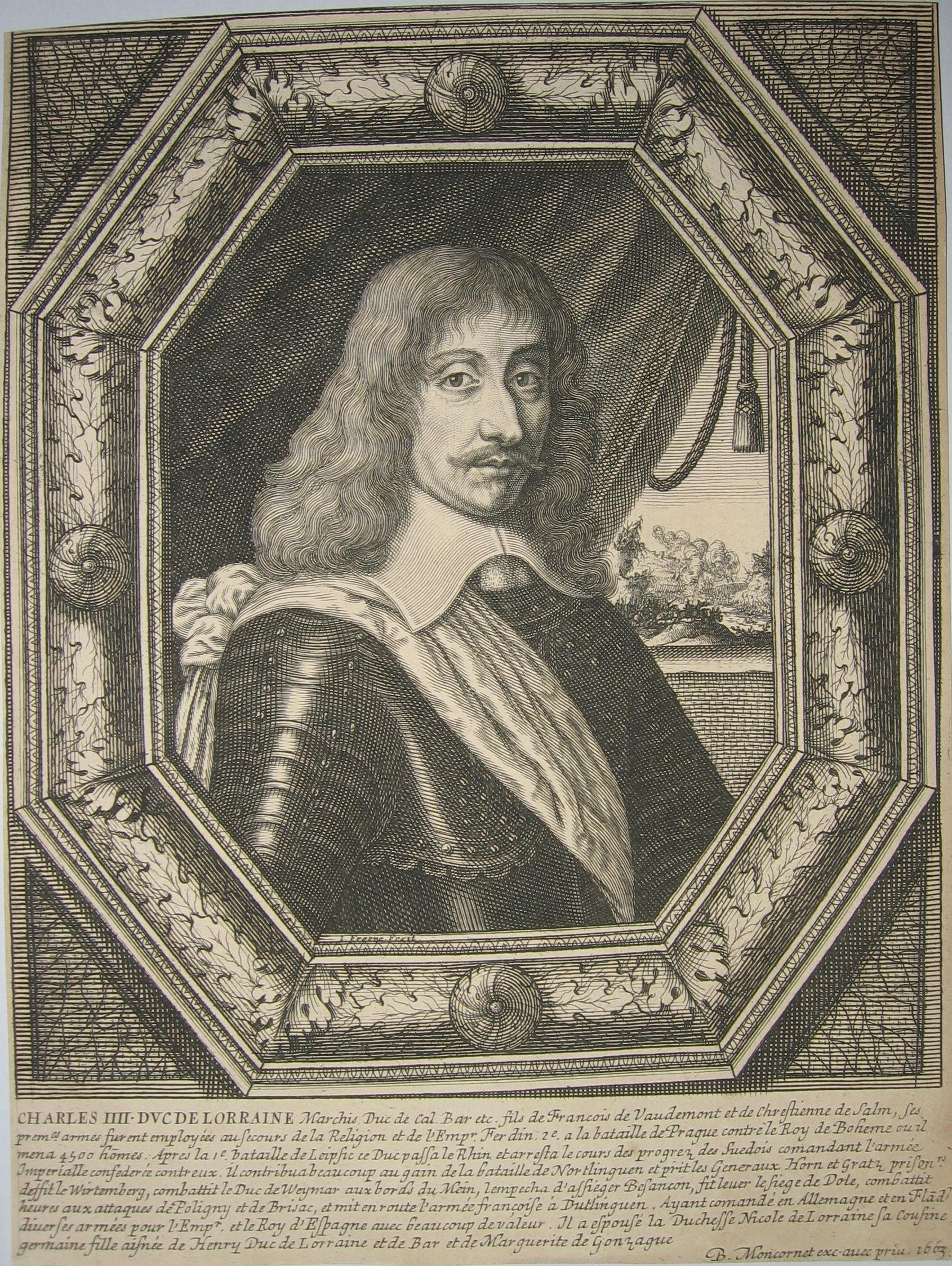
Herzog Karl IV. von Lothringen im Jahr 1663

Die Truppen Herzogs Karl IV. von Lothringen bildeten eine Armee ohne Land, seit der Herzog 1634 vor den französischen Besetzern seines Landes geflohen war. Trotz regelmäßiger Kriegszüge nach Lothringen und ins Innere Frankreichs konnte er sich dort nicht dauerhaft militärisch halten und ernährte seine Armee vor allem durch Plünderungen im westlichen Grenzgebiet des Reiches.
Seine Truppen hielten Ende 1648 folgende feste Plätze im Reich besetzt:
- In der Kurpfalz (Lehen der Eckbrecht von Dürckheim): Windstein[51]
- In Kurtrier: Burg Hammerstein[52]
- In der Grafschaft Falkenstein: Burg Falkenstein[51]
- In der Grafschaft Nassau-Saarbrücken: Homburg, Saarwerden[51]
- In der Grafschaft Sickingen: Landstuhl[52]

Verhandlungen zur Räumung der lothringischen Besatzungen mit Herzog Karl IV. auf dem Regensburger Reichstag ab 1653 scheiterten spätestens an Karls Gefangennahme durch die Spanier im folgenden Jahr. Wegen des Vorwurfs einer Konspiration mit den Franzosen wurde er in Brüssel verhaftet und nach Spanien in den Alcázar von Toledo gebracht. Danach galt die lothringische Armee, die sein Bruder Nikolaus Franz übernahm, nicht mehr als starke Bedrohung. Burg Hammerstein wurde im selben Jahr geräumt, Landstuhl dagegen erst 1668 im Pfälzer Wildfangstreit durch Kurpfälzer Truppen von den Lothringern erobert. In Homburg und der nassauischen Grafschaft Saarwerden blieben lothringische Truppen sogar bis 1671 präsent.

## Niederländische Armee
Die Republik der Vereinigten Niederlande hielt aus dem Achtzigjährigen Krieg zur Erlangung der Unabhängigkeit von Spanien heraus noch folgende feste Plätze um seine Grenzen herum besetzt:
- In Kurköln: Rheinberg
- Im Herzogtum Kleve (zu Kurbrandenburg): Emmerich am Rhein, Gennep, Orsoy, Ravenstein (Herrschaft Ravenstein, mit Pfalz-Neuburg umstritten), Rees, Wesel
- Im Hochstift Münster: Bevergern
- In der Grafschaft Ostfriesland: Emden

Die Niederlande hatten 1648 im Frieden von Münster nur mit Spanien Frieden geschlossen, an den Verhandlungen mit Schweden, dem Kaiser und den Reichsständen in Osnabrück und später in Nürnberg waren sie nicht beteiligt. Deshalb wurde auf dem Nürnberger Exekutionstag auch nicht über die Räumung niederländischer Garnisonen verhandelt, obwohl Gesandte des Kaisers und der Reichsstände im Jahr 1649 vergeblich die Rückgabe von Bevergern an den Bischof von Münster forderten. Während Bevergern im Jahr 1652 durch eine List des Bischofs Christoph Bernhard von Galen zurück an Münster kam, blieben die niederrheinischen Städte im brandenburgischen Kleve unter niederländischer Besatzung, bis sie 1672 im Holländischen Krieg durch französische Truppen erobert wurden. Brandenburg und die Niederlande waren Bündnispartner; der brandenburgische Gouverneur von Kleve, Johann Moritz von Nassau-Siegen, gleichzeitig Kommandant der örtlichen niederländischen Truppen.

## Folgen
Das Ende der Söldnerheere und der Übergang zu auch in Friedenszeiten unterhaltenen größeren Truppenverbänden wird in der Militärgeschichtsschreibung traditionell als Beginn der Zeit der Stehenden Heere betrachtet. Im Westfälischen Frieden war allen Reichsständen durch die Gewährung des ius armorum das Recht gegeben worden, eigene Truppen aufzustellen. Der Aufbau dauerhaft unterhaltener Heere war aber ein längerer Prozess, der sich bis ins 18. Jahrhundert hinzog. Innerhalb der nächsten Jahrzehnte wurden unter anderem die Steuererhebung ausgeweitet und die Militärverwaltung ausgebaut, um in der Lage zu sein, ganze Armeen regulär zu finanzieren und versorgen zu können. Am Ende des Dreißigjährigen Krieges wurde im Reich nur die Kaiserliche Armee unmittelbar in eine stehende Armee überführt. Die Heeresverwaltung und -finanzierung blieb durch die dezentrale Struktur der Habsburgermonarchie aber auf die Kooperation der Landstände angewiesen und neben dem Hofkriegsrat in Wien existierte noch ein weiterer davon unabhängiger in Graz für die Verteidigung Innerösterreichs und der Militärgrenze gegen die Osmanen.
Auch in Brandenburg-Preußen, das bereits 1641 durch einen Waffenstillstand mit Schweden aus dem Krieg ausgeschieden war, wurden früh stehende Truppen geschaffen. Kurfürst Friedrich Wilhelm stellte erstmals 1644 solche auf, um ein Machtmittel zur Behauptung seines weitreichenden, aber fragilen Länderkomplexes und mehr politisches Gewicht in den Verhandlungen zum Westfälischen Frieden zu haben. Nach dem Friedensschluss wurden die Truppen bis auf wenige Festungsbesatzungen wieder aufgelöst, aber nach den erneuten Rüstungen zum Zweiten Nordischen Krieg blieben zum Ende dieses Krieges im Jahr 1660 7000 bis 8000 Mann zurück und die Strukturen erhalten, um sich in relativ kurzer Zeit auf 20000 Mann zu verstärken. Eine umfangreiche Heeresverwaltung wurde erst nach 1700 aufgebaut.
Nach Bernhard R. Kroener bestehen abgesehen von der kaiserlichen Armee der Habsburger „keine organisatorischen und nur geringe personelle Kontinuitäten“ zwischen den Heeren des Dreißigjährigen Krieges und den großen stehenden Heeren, die Ende des 17. Jahrhunderts in Europa errichtet wurden. Erst in den 1680er Jahren wurde die enorme Spanne zwischen den Kriegs- und Friedensgrößen der Armeen deutlich geringer und neben dem Kaiser begannen auch die armierten Reichsstände Truppen im Umfang funktionsfähiger Armeen dauerhaft unter Waffen zu halten.